# Enoplosidae
Enoplosidae é uma família de peixes da subordem Percoidei, superfamília Percoidea.
A família possui somente um género, Enoplosus e uma única espécie, Enoplosus armatus.
É nativo dos recifes do Oceano Índico e do Oceano Pacífico ocidental, e também das águas costeiras da Austrália.